# Gryonoides rugosus
Gryonoides rugosus (лат.) — вид наездников-сцелионид рода Gryonoides из подсемейства Teleasinae. Южная Америка.

## Распространение
Неотропика: Венесуэла (Южная Америка).

## Описание
Мелкие перепончатокрылые насекомые: длина тела 2—3 мм. Gryonoides rugosus наиболее похож на G. glabriceps и G. mexicali тем, что имеет замкнутый дорсально торулярный треугольник, расположенный вентрально от горизонтальной срединной линии верхней части лица. Gryonoides rugosus и G. mexicali отличаются от G. glabriceps наличием голого дорсального метаплеврального поля, верхней части лица самки без поперечных участков густой опушения, передних проподеальных ямок и апикально прямых латеральных среднескутеллярных шипов. G. rugosus отличается от G. mexicali наличием точек верхней части лица, расположенных рядом друг с другом, фасеточного глаза в 1,5 раза больше длины при виде сбоку, треугольной формы головной капсулы при виде спереди (наибольшая ширина головы дорсальнее горизонтальной срединной линии головы), морщинистым тергитом Т3 с нотаулями и имеющим передние проподеальные ямки, не примыкающие (чётко латерально) к переднему концу латеральных проподеальных килей. Имеют два мезоскутеллярных шипика, удлиненный наличник. Предположительно, как и близкие группы, паразитоиды яиц жужелиц. Вид был впервые описан в 2021 году канадским гименоптерологом Любомиром Маснером и американским энтомологом István Mikó.